# 山冠雉
是一種分佈在薩爾瓦多、瓜地馬拉、洪都拉斯、墨西哥及尼加拉瓜的鳳冠雉，是一種單屬種。其种加词“nigra”意为“黑色的，暗色的”。
该物种棲息在亞熱帶或熱帶潮濕的山區森林。牠們的數量正在下降：世界自然保護聯盟於1994年将其列為無危；后於2000年被提升至近危；到了2007年被列為易危。